# Air Greenland

Rutas locales de la compañía (sólo en aeropuertos).

Air Greenland (anteriormente Greenlandair) es la aerolínea bandera de Groenlandia (Dinamarca), con sede en Nuuk. Opera principalmente rutas internas y ofrece varios vuelos internacionales hacia Copenhague y anteriormente Baltimore, en los Estados Unidos; también ofrece servicios a todas las comunidades de Groenlandia, opera vuelos chárter, taxi aéreo y viajes especiales en calidad de ambulancia y en operaciones de rescate. Su base principal es el aeropuerto de Nuuk.

## Historia
La aerolínea fue creada en noviembre de 1960, iniciando sus operaciones con el nombre de Greenlandair. Fue fundada por la empresa Scandinavian Airlines System (SAS) y por la empresa minera Kryolitselskabet. En 1962 el gobierno provincial de Groenlandia y el gobierno de Dinamarca se convirtieron en copropietarios. En 1988 Greenlandair inició sus operaciones con un primer avión a propulsión, un Boeing 757-200. En 2002, Greenlandair cambió su nombre por el de Air Greenland.
El servicio internacional a Copenhague transportó cerca de 95.000 pasajeros en 2003. En 2003 Air Greenland ganó el contrato para los vuelos hacia la Base aérea de Thule de la Fuerza Aérea de los Estados Unidos (anteriormente servido por SAS). Los vuelos hacia la base aérea de Thule se iniciaron en febrero de 2004. En el 2007 esta aerolínea transporto a 403.000 pasajeros y empleaba a 569 personas y en el 2008 transportó 421.000 pasajeros, pudiéndose observar un incremento considerable de pasajeros.

## Clases
Clase económica
Air Greenland ofrece la clase económica en todos los vuelos operados con aeronaves dentro y fuera de Groenlandia, con aperitivos y bebidas. En los vuelos transatlánticos a Copenhague, tanto en clase económica como en clase ejecutiva están disponibles las comidas a bordo que se sirven en todas las clases. 
Clase ejecutiva
la clase ejecutiva de Air greenland - llamado "Nanoq-Class" es ofrecido por Air Greenland en los vuelos transatlánticos únicamente a bordo del Airbus A330-200. El servicio incluye una pantalla de video personal, una fuente de energía en los asientos, un kit de aseo, mantas, y una selección de periódicos, además, los pasajeros que viajan en esta clase, pueden usar el Novia Business Class Lounge en el aeropuerto internacional de Copenhaghe
Suluk
Air Greenland publica una revista trimestral Suluk, con información general sobre la actualidad política y cultural en Groenlandia y con las noticias de la compañía aérea, disponible en ambas clases.

## Destinos
Air Greenland opera los siguientes destinos (octubre de 2024):
| Países      | Destinos           | Aeropuertos                          | Notas |
| ----------- | ------------------ | ------------------------------------ | ----- |
| Canadá      | Iqaluit            | Aeropuerto de Iqaluit                |       |
| Dinamarca   | Aalborg            | Aeropuerto de Aalborg                |       |
| Dinamarca   | Billund            | Aeropuerto de Billund                |       |
| Dinamarca   | Copenhague         | Aeropuerto de Copenhague-Kastrup     |       |
| Groenlandia | Aasiaat            |                                      |       |
| Groenlandia | Aapilattoq         |                                      |       |
| Groenlandia | Ilulissat          | Aeropuerto de Ilulissat              |       |
| Groenlandia | Ikerasak           |                                      |       |
| Groenlandia | Isortoq            |                                      |       |
| Groenlandia | Ittoqqortoormiit   | Aeropuerto Nerlerit Inaat            |       |
| Groenlandia | Kangerlussuaq      | Aeropuerto de Kangerlussuaq          |       |
| Groenlandia | Kangersuatsiaq     |                                      |       |
| Groenlandia | Kullorsuaq         |                                      |       |
| Groenlandia | Kulusuk            |                                      |       |
| Groenlandia | Kuummiut           |                                      |       |
| Groenlandia | Maniitsoq          |                                      |       |
| Groenlandia | Nanortalik         |                                      |       |
| Groenlandia | Narsaq             |                                      |       |
| Groenlandia | Narsarsuaq         | Aeropuerto de Narsarsuaq             |       |
| Groenlandia | Niaqornat          |                                      |       |
| Groenlandia | Nuussuaq           |                                      |       |
| Groenlandia | Nuuk               | Aeropuerto de Nuuk                   | HUB   |
| Groenlandia | Paamiut            |                                      |       |
| Groenlandia | Pituffik           |                                      |       |
| Groenlandia | Qaanaaq            |                                      |       |
| Groenlandia | Qaarsut            |                                      |       |
| Groenlandia | Qaqortoq           |                                      |       |
| Groenlandia | Qasigiannguit      |                                      |       |
| Groenlandia | Qequertarsuag      |                                      |       |
| Groenlandia | Saattut            |                                      |       |
| Groenlandia | Saqqaq             |                                      |       |
| Groenlandia | Savissivik         |                                      |       |
| Groenlandia | Sermiligaaq        |                                      |       |
| Groenlandia | Siorapaluk         |                                      |       |
| Groenlandia | Sisimiut           | Aeropuerto de Sisimiut               |       |
| Groenlandia | Tasiilaq           |                                      |       |
| Groenlandia | Tasiusaq           |                                      |       |
| Groenlandia | Tiniteqilaaq       |                                      |       |
| Groenlandia | Upernavik          | Aeropuerto de Upernavik              |       |
| Groenlandia | Upernavik Kujalleq |                                      |       |
| Groenlandia | Uummannaq          |                                      |       |
| Islandia    | Reikiavik          | Aeropuerto Internacional de Keflavík |       |

## Flota

### Flota actual
La flota actual de la aerolínea se compone de las siguientes aeronaves:
| Aeronaves                      | En servicio | Pedidos | Pasajeros                                           | Pasajeros                                           | Pasajeros                                           | Matrículas                                          | Antigüedad                                          |
| Aeronaves                      | En servicio | Pedidos | W                                                   | Y                                                   | Total                                               | Matrículas                                          | Antigüedad                                          |
| ------------------------------ | ----------- | ------- | --------------------------------------------------- | --------------------------------------------------- | --------------------------------------------------- | --------------------------------------------------- | --------------------------------------------------- |
| Airbus A330-841N               | 1           | —       | 42                                                  | 263                                                 | 305                                                 | OY-GKN                                              | 2 años                                              |
| Beechcraft King Air            | 2           | —       | —                                                   | 8                                                   | 8                                                   | OY-SHV                                              | 5 años                                              |
| De Havilland Canada Dash 8-200 | 8           | —       | —                                                   | 37                                                  | 37                                                  | OY-GRM                                              | 28,5 años                                           |
| De Havilland Canada Dash 8-200 | 8           | —       | —                                                   | 37                                                  | 37                                                  | OY-GRP                                              | 27,8 años                                           |
| De Havilland Canada Dash 8-200 | 8           | —       | —                                                   | 37                                                  | 37                                                  | OY-GRO                                              | 27,7 años                                           |
| De Havilland Canada Dash 8-200 | 8           | —       | —                                                   | 37                                                  | 37                                                  | OY-GRH                                              | 27,6 años                                           |
| De Havilland Canada Dash 8-200 | 8           | —       | —                                                   | 37                                                  | 37                                                  | OY-GRJ                                              | 27,2 años                                           |
| De Havilland Canada Dash 8-200 | 8           | —       | —                                                   | 37                                                  | 37                                                  | OY-GRK                                              | 27,1 años                                           |
| De Havilland Canada Dash 8-200 | 8           | —       | —                                                   | 37                                                  | 37                                                  | OY-GRR                                              | 27,1 años                                           |
| De Havilland Canada Dash 8-200 | 8           | —       | —                                                   | 37                                                  | 37                                                  | OY-GRG                                              | 26,8 años                                           |
| Total                          | 11          | —       | Edad media de la flota (octubre de 2024): 24,6 años | Edad media de la flota (octubre de 2024): 24,6 años | Edad media de la flota (octubre de 2024): 24,6 años | Edad media de la flota (octubre de 2024): 24,6 años | Edad media de la flota (octubre de 2024): 24,6 años |

| Helicópteros                | En servicio | Pedidos | Pasajeros (clase única) | Matrículas | Año de fabricación |
| --------------------------- | ----------- | ------- | ----------------------- | ---------- | ------------------ |
| Airbus Helicopters H125     | 12          | —       | 5                       | OY-HGW     | 2002               |
| Airbus Helicopters H125     | 12          | —       | 5                       | OY-HIZ     | 2003               |
| Airbus Helicopters H125     | 12          | —       | 5                       | OY-HGO     | 2005               |
| Airbus Helicopters H125     | 12          | —       | 5                       | OY-HGP     | 2006               |
| Airbus Helicopters H125     | 12          | —       | 5                       | OY-HGS     | 2007               |
| Airbus Helicopters H125     | 12          | —       | 5                       | OY-HGT     | 2007               |
| Airbus Helicopters H125     | 12          | —       | 5                       | OY-HGU     | 2008               |
| Airbus Helicopters H125     | 12          | —       | 5                       | OY-HGV     | 2008               |
| Airbus Helicopters H125     | 12          | —       | 5                       | OY-HUA     | 2009               |
| Airbus Helicopters H125     | 12          | —       | 5                       | OY-HUB     | 2010               |
| Airbus Helicopters H125     | 12          | —       | 5                       | OY-HUD     | 2011               |
| Airbus Helicopters H125     | 12          | —       | 5                       | OY-HUE     | 2011               |
| Eurocopter EC155            | 5           | —       | 12                      | OY-HUP     | 2006               |
| Eurocopter EC155            | 5           | —       | 12                      | OY-HUN     | 2007               |
| Eurocopter EC155            | 5           | —       | 12                      | OY-HJB     | 2009               |
| Eurocopter EC155            | 5           | —       | 12                      | OY-HUS     | 2009               |
| Eurocopter EC155            | 5           | —       | 12                      | OY-HUT     | 2009               |
| Eurocopter EC225 Super Puma | 2           | —       | 19                      | OY-HUW     | 2014               |
| Eurocopter EC225 Super Puma | 2           | —       | 19                      | OY-HUZ     | 2014               |
| Total                       | 19          | —       |                         |            |                    |

### Flota histórica
| Aeronaves                            | Total | Introducido | Retirado | Matrículas                                                                              |
| ------------------------------------ | ----- | ----------- | -------- | --------------------------------------------------------------------------------------- |
| Airbus A330-200                      | 1     | 2002        | 2023     | OY-GRN                                                                                  |
| Airbus A330-300                      | 1     | 2023        | 2023     | 9H-HFA                                                                                  |
| Airbus A330-900                      | 1     | 2022        | 2022     | CS-TKY                                                                                  |
| Bell 204                             | 5     | 1976        | 1982     | OY-HBU, OY-HCA y OY-HCB                                                                 |
| Bell 206                             | ??    | 1973        | 2000     |                                                                                         |
| Bell 212                             | 11    | 1980        | 2022     | OY-HMB, OY-HMD, OY-HUC, OY-HGY, OY-HGC, OY-HCU, OY-HCV, OY-HCY, OY-HDG, OY-HDM y OY-HDN |
| Bell 222                             | 3     | 2007        | 2012     | OY-HIA, OY-HIE y OY-HIF                                                                 |
| Bell 407                             | 1     | 1996        | 1999     | OY-HGH                                                                                  |
| Boeing 757-200                       | 1     | 1999        | 2010     | OY-GRL                                                                                  |
| Cessna 172                           | ??    | 1986        | ??       |                                                                                         |
| Cessna 550                           | 1     | 1990        | 1992     | OY-GRC                                                                                  |
| Consolidated PBY Catalina            | ??    | 1958        | 1965     |                                                                                         |
| De Havilland Canada DHC-3 Otter      | 1     | 1960        | 1961     | CF-MEX                                                                                  |
| De Havilland Canada DHC-6 Twin Otter | 4     | 1976        | 2011     | OY-ATB, OY-ATY, OY-BYO y OY-POF                                                         |
| De Havilland Canada Dash 7           | 7     | 1979        | 2015     | OY-GRD, OY-CBT, OY-CBU, OY-GRA, OY-CTC, OY-GRE y OY-GRF                                 |
| Douglas DC-4                         | 2     | 1963        | 1973     | OY-FAJ y OY-DKG                                                                         |
| Douglas DC-6                         | 2     | 1971        | 1979     | OY-DRM y OY-DRC                                                                         |
| Eurocopter AS355 Ecureuil 2          | 1     | 1985        | 1986     |                                                                                         |
| Hughes OH-6 Cayuse                   | ??    | 1995        | 2002     |                                                                                         |
| Piper PA-42 Cheyenne                 | 1     | 1982        | 1987     |                                                                                         |
| Piper PA-18 Super Cub                | ??    | 1982        | ??       |                                                                                         |
| Sikorsky H-34                        | 4     | 1962        | 1995     | OY-HAR, OY-HBC, OY-HBG y OY-HBD                                                         |
| Sikorsky S-55                        | ??    | 1960        | 1965     |                                                                                         |
| Sikorsky S-58                        | 4     | 1973        | 1978     | OY-HAR                                                                                  |
| Sikorsky S-61                        | 12    | 1965        | 2020     | OY-HAH, OY-HAI, OY-HAN, OY-HAO, OY-HBE, OY-HDS, OY-HDZ, OY-HBJ, OY-HGZ y OY-HGG         |
| Sud-Aviation Alouette III            | 1     | 1969        | 1982     | OY-HAK                                                                                  |
| Westland Whirlwind                   | 2     | 1960        | 1965     | CF-KAD y CF-KAE                                                                         |